# Formica transmontanis
Formica transmontanis é uma espécie de formiga do gênero Formica, pertencente à subfamília Formicinae.